# عين جريوت (رام الله)
عين جريوت هي نبع ماء طبيعي يقع إلى الغرب من مدينة رام الله في فلسطين، بالقرب من بلدة بيتونيا. تُعدّ العين من المواقع الطبيعية المهمة التي تجمع بين القيمة البيئية والتراثية، وقد شكّلت على مدار سنوات موردًا حيويًا للسكان المحليين، إضافة إلى كونها مقصدًا للزوار ومحبي الطبيعة.

## الموقع والوصف
تقع عين جريوت ضمن أراضي بلدة بيتونيا، على بُعد كيلومترات قليلة من مركز مدينة رام الله، وتتميّز بموقعها بين التلال والمنحدرات الطبيعية، وسط بيئة زراعية تحيط بها أشجار الزيتون والتين والصنوبر. تنبع مياه العين من باطن الأرض، وتتدفّق في مجرى طبيعي نحو الأراضي الزراعية المحيطة، حيث تُستخدم منذ عقود في ريّ البساتين وسقي الماشية.

## الأهمية التاريخية
تحمل عين جريوت أهمية تاريخية خاصة، إذ تشير روايات محلية إلى أنها كانت تُستخدم منذ العصور القديمة، وتُعدّ من أوائل مصادر المياه التي اعتمد عليها سكان المنطقة. وقد لعبت العين دورًا مهمًا في ازدهار الزراعة التقليدية في بيتونيا والمناطق المجاورة، حيث كانت المصدر الرئيسي لريّ كروم العنب ومزارع الخضار والفاكهة. كما كانت العين ملتقى اجتماعيًا يجتمع فيه الأهالي لغسل الملابس، أو لملء الجرار، وارتبطت بالكثير من القصص الشعبية والعادات الاجتماعية.

## التحديات البيئية والاهتمام المحلي
في السنوات الأخيرة، باتت عين جريوت تواجه عددًا من التحديات، أبرزها الزحف العمراني الذي يقترب من مناطقها الطبيعية، وتلوّث المياه بسبب النفايات العشوائية والمياه الرمادية. وقد أثار هذا الوضع قلق الجهات المحلية والمهتمين بالبيئة، مما دفع إلى إطلاق عدة حملات للحفاظ على العين، منها تنظيف محيطها، وبناء حواجز حجرية لحماية مجراها، إضافة إلى تنظيم فعاليات توعية للسكان حول أهمية حماية الموارد الطبيعية.

## في الثقافة المحلية
تحظى عين جريوت بمكانة خاصة في الوجدان الشعبي، إذ ارتبطت بالأغاني الريفية والأشعار التي تحتفي بجمال الطبيعة الفلسطينية. ويقصدها أهالي رام الله وبيتونيا، خصوصًا في فصلي الربيع والصيف، لقضاء أوقات من الراحة والتنزه في ظلال الأشجار وخرير المياه. وتحرص بعض العائلات على زيارتها في المناسبات الاجتماعية، وتوثيق زياراتهم بالصور والذكريات، مما جعلها جزءًا من التراث الحي للمنطقة.

## دعوات للحماية
يطالب نشطاء بيئيون وسكان محليون الجهات المسؤولة بإعلان عين جريوت منطقة محمية طبيعية، ومنع البناء العشوائي في محيطها، إلى جانب تحسين البنية التحتية للموقع وتوفير سلال مهملات ومسارات مشي. كما يقترح البعض دمجها ضمن المسارات السياحية البيئية في الضفة الغربية، لما تمثّله من نموذج للارتباط بين البيئة والمجتمع.